# Пожиратель Печени Джонсон
Джон Джонсон, урождённый Гаррисон, известный как Пожиратель Печени Джонсон (англ. Liver-Eating Johnson; 1 июля 1824 — 21 января 1900) — легендарный маунтинмен эпохи американского Дикого Запада, ставший героем американского фольклора.

## Биография
Сам Джонсон рассказывал, что родился в Паттенберге (англ., штат Нью-Джерси) под фамилией Гаррисон. Он утверждал, что в 1846 году пошёл служить на флот и участвовал в Американо-мексиканской войне, но это представляется весьма сомнительным. После того как он однажды ударил офицера, ему пришлось покинуть флот, и он, сменив имя на Джон Джонсон, отправился на Запад, в Вайоминг, где был золотоискателем и снабженцем пароходов дровами. Джонсона описывают как крупного человека: его рост был 182 см, вес — 91 кг.
Джонсон был женат на индейской женщине, которая в 1847 году была убита индейцами кроу, что побудило Джонсона встать на тропу войны с этим народом и убивать всех кроу, которых он встречал, на протяжении 25 лет. По легенде, он после убийства вырезал и съедал в сыром виде печень каждого убитого, за что и получил своё прозвище — Пожиратель печени Джонсон.
В одной из наиболее популярных историй о Джонсоне говорится, что однажды он прошёл 500 миль, чтобы увидеться со своими родственниками, но во время этого путешествия был захвачен в плен индейцами черноногими, которые надеялись продать его кроу, многих из которых он убил, за большие деньги. Джонсон был раздет до пояса, связан кожаными ремнями и помещён в типи под присмотром молодого индейца-стражника. Однако Джонсон сумел зубами разжевать ремни, убил и скальпировал стражника, после чего отрезал одну из его ног и бежал в леса, пробираясь 200 миль к своему приятелю-трапперу Дель Кье и в пути питаясь мясом с отрезанной ноги индейца.
В конце концов Джонсон помирился с кроу, став их «братом», и его 25-летняя кровная война против них завершилась. Тем не менее, на протяжении всей второй половины XIX века среди индейцев Запада, особенно среди кроу и черноногих, о нём ходили страшные легенды.
Эта и другие истории, связанные с Джонсоном, сделали его героем фольклора. Вэрдис Фишер написал о нём роман «Человек с гор», являющийся, по сути, совершенно фантастическим произведением. Его правдивая история была написана Ли и Кайзером.
В 1864 году Джонсон вступил в Сент-Луисе в армию Союза во время Гражданской войны в США в качестве кавалериста и год участвовал в войне. В 1880-х годах был заместителем шерифа в Колсоне и маршалом в Ред-Лодже (штат Монтана).
В декабре 1899 года был помещён в госпиталь для ветеранов в Лос-Анджелесе, где и умер в начале 1900 года в возрасте 75 лет.

## В культуре
Джонсон явился прообразом главного героя в кинофильме «Иеремия Джонсон» режиссёра Сидни Поллака, вышедшего на экраны в 1972 году. Сценарий фильма основан на романе Вардиса Фишера «Человек гор» (Mountain Man) и рассказе Рэймонда У. Торпа и Роберта Банкера «Убийца кроу» (Crow Killer).